# Liberia

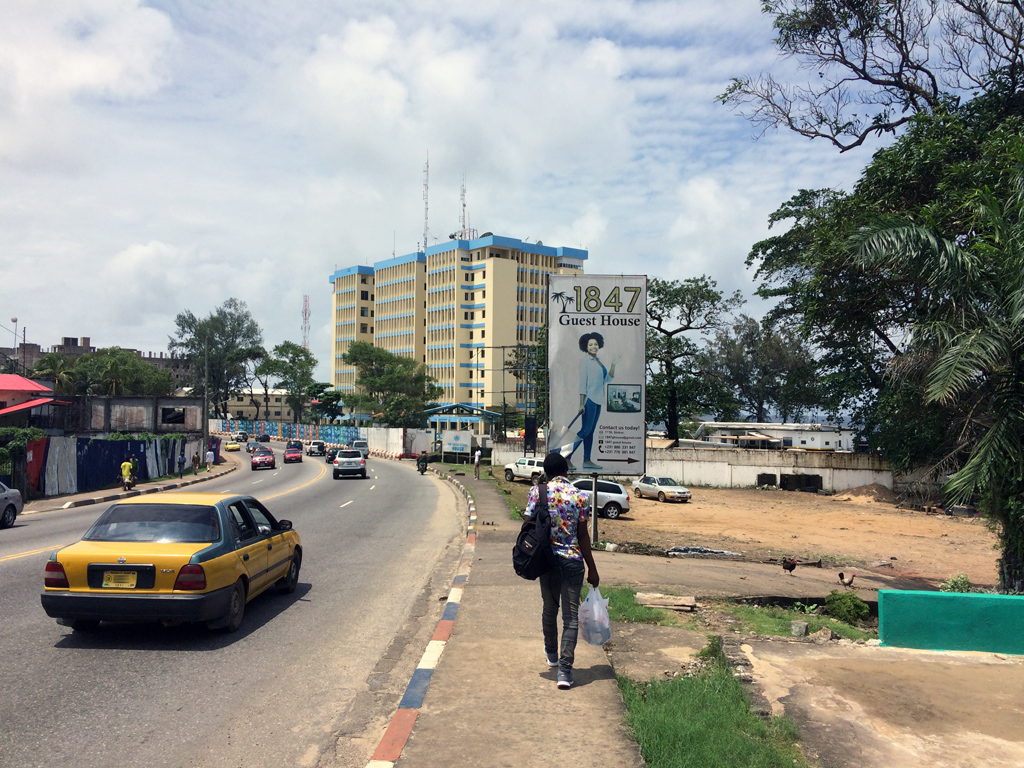
Tubman Boulevard in Monrovia

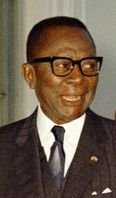
Ex-president William Tubman

Liberia, officieel de Republiek Liberia, is een land, liggend aan de westkust van Afrika. Het land werd oorspronkelijk gesticht als een kolonie om vrije zwarte Amerikanen te repatriëren naar Afrika. Liberia is een van de armste landen op aarde. De hoofdstad is Monrovia, met circa een miljoen inwoners in de metropool.

## Geografie
Het land wordt begrensd door Sierra Leone, Guinee en Ivoorkust. De oppervlakte bedraagt 111.369 km², waarvan 96.319 km² land en 15.050 km² water. De kustlijn met de Atlantische Oceaan bedraagt ongeveer 579 km en het land eist een zone van 200 zeemijl op als territoriale wateren. Het land is vlak langs de kust met kreken, lagunen, zandbanken en verspreid ook mangrovebossen. Slechts op drie plaatsen langs de kust zijn er rotsachtige kapen. De vlakke kuststrook is zo'n 35 km breed en gaat over in glooiende heuvels (100-700 m hoog) en een laag gebergte in het noordoostelijke binnenland. Het hoogste punt is de Wuteve op 1380 meter.

## Geschiedenis
In de koloniale tijd werd het grootste deel van de kust van Liberia aangeduid als de Peperkust (of Greinkust). Liberia is het tweede Afrikaanse land dat werd gesticht door Afrikanen uit de Nieuwe Wereld. Hiermee deelt Liberia een unieke geschiedenis met het buurland Sierra Leone en diens Krio-samenleving. In beide landen speelden ex-slaven een rol in de totstandkoming van de landen. Toch zijn er twee verschillen; ten eerste waren de Afrikanen die zich in Liberia vestigden allemaal ex-slaven uit de Verenigde Staten, terwijl de ex-slaven in Sierra Leone uit andere delen van de Nieuwe Wereld en West-Afrika kwamen. Het tweede verschil is dat Liberia in 1847 de eerste Afrikaanse republiek werd, met een grondwet die op de Amerikaanse leek, terwijl Sierra Leone de eerste kolonie werd in West-Afrika, onder Brits bewind (onafhankelijk in 1961).
De Amerikaanse predikant Robert Finley was in het begin van de 19e eeuw een van de initiatiefnemers van de American Colonization Society (ACS), voluit The Society for the Colonization of Free People of Color of America; een project om vrije, vooral zwarte en gekleurde, Amerikanen te repatriëren naar Afrika. Het ging enerzijds om terugkerende geëmancipeerde ex-slaven uit Amerika en anderzijds slaven die moesten worden teruggestuurd naar Afrika omdat zij gevonden werden in schepen die in beslag waren genomen wegens schendingen van de wetten en verdragen op het gebied van slavenhandel. Het was immers onmogelijk en ook erg wreed om de vrijgelaten slaven terug te brengen naar de plaatsen waar zij voor het eerst tot slaaf werden gemaakt, ook al omdat zij dan weer in handen konden komen van dezelfde inheemse slavenhandelaren die hen indertijd hadden verkocht. De ACS werd opgericht in 1816 en in 1820 voer het eerste schip, de Elizabeth, uit naar Freetown, de hoofdstad van Sierra Leone. Van hieruit zette het koers naar de noordwestkust van Liberia, waar men een nederzetting bouwde. Tweeëntwintig van de migranten en drie blanken stierven binnen drie weken aan de gele koorts. De overgeblevenen keerden terug naar Freetown.
Ondanks de tegenslag arriveerden er nieuwe groepen in West-Afrika en het lukte de ACS om een permanente nederzetting te realiseren aan de kust. Die kreeg de naam Monrovia, naar de toenmalige Amerikaanse president James Monroe. Het land dat men hoopte te stichten werd Liberia genoemd, afgeleid van het Latijnse woord liber, dat vrij betekent. Zo ontstond er in 1820 een Afro-Amerikaanse gemeenschap aan de West-Afrikaanse kust. De immigranten werden op den duur Americo-Liberianen genoemd. Het bestuur was aanvankelijk in handen van blanke Amerikanen, maar die trokken zich geleidelijk terug. Op 26 juli 1847 kondigden de immigranten een onafhankelijkheidsverklaring en een grondwet af, waardoor de onafhankelijke Republiek Liberia ontstond.
De nieuwe staat was niet direct een toonbeeld van democratie en vrijheid. De oorspronkelijke bewoners van Liberia werden door de immigranten als tweederangsburgers beschouwd. Vrouwen kregen in 1951 kiesrecht. De politieke verhoudingen in Liberia waren opmerkelijk. Hoogopgeleide immigranten, veelal leden van een loge van de vrijmetselarij, regeerden een onderontwikkeld Afrikaans land en waren door hun opleiding en opvattingen geïsoleerd van de bevolking. In 1944 werd William Tubman president en hij zou het ambt tot zijn dood in 1971 bekleden. Een van zijn eerste daden was een oorlogsverklaring aan nazi-Duitsland. Daardoor werd Liberia een geallieerde bevoorradingsbasis. Dat leverde Tubman een goede band met de Amerikanen op en buitenlandse investeerders stroomden toe. Doordat Tubman zo lang aan het bewind bleef was het voor zijn opvolger William Tolbert moeilijk diens positie te evenaren. Er was meteen veel oppositie tegen zijn bewind en de sociale en economische situatie in Liberia verslechterden.
In 1980 volgde een staatsgreep onder leiding van Samuel Doe, die de grondwet vervolgens buiten werking stelde. Hierna stortte de economie ineen en viel het land ten prooi aan gewelddadigheden. In 1989 volgde opnieuw een gewelddadige staatsgreep, die Charles Taylor aan het bewind bracht en de Liberiaanse Burgeroorlog ontketende. Een vredesmacht van diverse West-Afrikaanse staten wist de rust in Liberia te herstellen. In 1997 vonden er weer verkiezingen plaats, waarbij Taylor een enorme meerderheid achter zich kreeg. De rust duurde niet lang. Taylors voormalige vijanden staken al snel weer de kop op. Het ging hier vooral om de Liberians United for Reconciliation and Democracy (LURD) en de Movement for Democracy in Liberia (Model). De spanningen leidden in 1999 tot de Tweede Liberiaanse Burgeroorlog. Begin juli 2003 vond een nieuw offensief tegen de hoofdstad Monrovia plaats, waarop men vredesbesprekingen hield in de Ghanese hoofdstad Accra.
In augustus 2003 werd Taylor vervangen door Moses Zeh Blah, die echter reeds op 14 oktober 2003 werd vervangen door president Charles Gyude Bryant, die een overgangsregering vormde. In 2006 werd Ellen Johnson Sirleaf verkozen tot president van Liberia. Zij werd daarmee het eerste vrouwelijke staatshoofd van een Afrikaans land. Na een presidentschap van twaalf jaar werd Johnson Sirleaf in 2018 opgevolgd door oud-voetballer George Weah.

## Politiek

### Staatsinrichting
De eerste grondwet (naar Amerikaans model) van Liberia dateert van 1847. Deze grondwet bleef tot 1984 van kracht (sinds de staatsgreep van 1980 was hij opgeschort). In 1986 werd een nieuwe grondwet aangenomen, die echter vanwege de onrusten (o.a. burgeroorlog) een dode letter bleek te zijn.
De uitvoerende macht berust bij een voor zes jaar gekozen president. Deze wordt via algemeen kiesrecht (alle burgers van 18 jaar en ouder) gekozen. De wetgevende macht berust bij de Senaat (30 leden) en het Huis van Afgevaardigden (73 leden), die eveneens via algemeen kiesrecht worden gekozen.
Verkiezingen zijn sinds 1989 telkens uitgesteld vanwege de oorlogstoestand.
Het verkrijgen van burgerschap is enkel mogelijk voor Afrikanen of afstammelingen van Afrikanen volgens de grondwet.

### Politieke partijen
Van 1878 tot 1980 was de True Whig Party (liberaal) ononderbroken aan de macht. Daarnaast bestonden er nog een Republican Party (liberaal) en een United Party. De laatste president van de TWP, William Richard Tolbert Jr., werd in 1980 door Samuel Doe afgezet. Sindsdien spelen de traditionele partijen geen rol meer van betekenis.
Van 1984 tot 1990 domineerde Does National Democratic Party. Van 1997 tot 2003 was de autoritaire National Patriotic Party de regeringspartij.

## Mensenrechten
Amnesty International meldde in het Jaarboek 2006: "Sporadische uitbarstingen van geweld vormden een bedreiging voor het vredesproces. Voormalige rebellenstrijders die hadden moeten worden ontwapend en gedemobiliseerd gebruikten geweld om hun onvrede kenbaar te maken over het feit dat ze geen vergoedingen ontvingen. De trage hervormingen van het politieapparaat, de rechterlijke macht en het strafrechtsysteem leidden tot stelselmatige schendingen van de wettelijk voorgeschreven rechtsgang en tot geweld van knokploegen tegen personen die verdacht werden van misdrijven. Wetsvoorstellen om een Onafhankelijke Nationale Mensenrechtencommissie en een Commissie voor Waarheid en Verzoening in te stellen werden goedgekeurd. Ruim 200.000 in eigen land ontheemd geraakte mensen en vluchtelingen keerden terug naar hun huizen, ofschoon de etnische spanningen opliepen door geschillen over land en bezittingen die tijdens de burgeroorlog in beslag waren genomen. De Verenigde Naties verlengden hun sancties inzake de handel in diamanten en hout. Verantwoordelijken voor mensenrechtenschendingen tijdens het gewapende conflict liepen nog altijd vrij rond. De VN-Veiligheidsraad gaf vredestroepen in Liberia bevoegdheden om het voormalige staatshoofd te arresteren en over te dragen aan de Speciale Rechtbank voor Sierra Leone zodra hij zou terugkeren uit Nigeria, dat hem nog altijd asiel verleende. Charles Taylor werd inderdaad gearresteerd en veroordeeld.
Stappen werden gezet om de doodstraf af te schaffen. Een nieuwe wet inzake verkrachting, die aanvankelijk voorzag in de doodstraf voor groepsverkrachting, werd zodanig aangepast dat levenslang de maximale straf werd."

## Bestuurlijke indeling
Liberia is onderverdeeld in vijftien county's.

## Bevolking

### Godsdienst
Liberia is een christelijke staat; bijna 86% van de bevolking is christen terwijl iets meer dan 12% de islam aanhangt.
Minder dan 1% van de bevolking behoort tot de traditionele godsdiensten (natuurgodsdiensten) hoewel veel christelijke geloofsstromingen en ook aanhangers van andere godsdiensten in Liberia vaak traditionele invloeden in hun geloofsbetuigingen laten zien.

## Klimaat en milieu

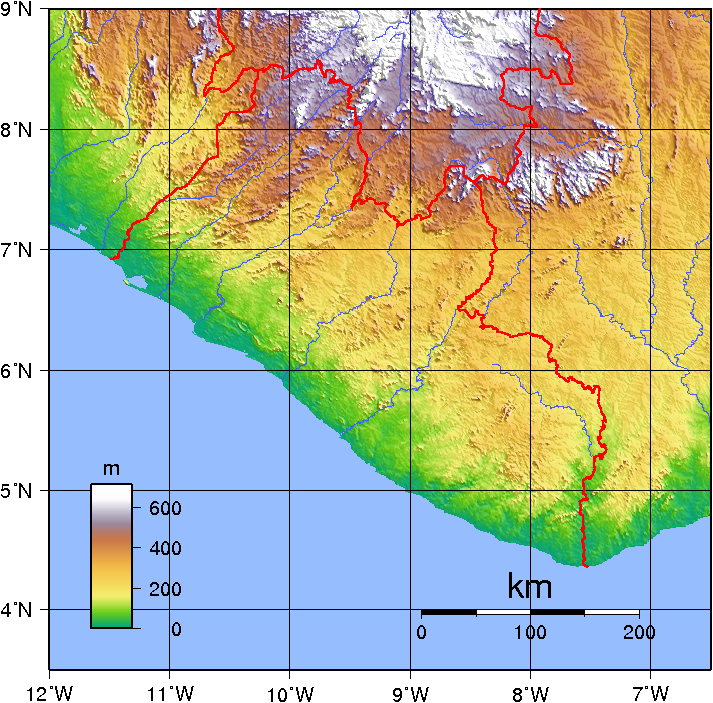
Topografische kaart van Liberia

Het klimaat is tropisch: heet en vochtig. De winters zijn droog met hete dagen en koele nachten. De zomers zijn nat en bewolkt, met veelvuldige hevige stortbuien. Van december tot maart blaast er een droge harmattanwind uit de Sahara die veel stof aanvoert.
Met meer dan 4560 mm neerslag per jaar is Monrovia de natste hoofdstad op aarde.
Er is veel ontbossing en erosie. De kustwateren worden zowel door olie als door onverwerkt rioolwater vervuild.
De kust is lang en er zijn bergen van 1000 meter hoogte in het binnenland. Tropisch oerwoud bedekt het grootste gedeelte van het land. Het noordoosten van Liberia is bergachtig. Van oktober tot maart, de periode van de lage zon, is het over het algemeen droog met veel mooie, hete zomerdagen. De periode van de hoge zon, van april tot september, is het regenseizoen. Juli en augustus zijn de natste maanden. Daarna neemt de regen geleidelijk af, totdat het in november bijna de hele tijd droog is. De gemiddelde temperatuur ligt rond de 27°C. Landinwaarts schommelen de temperaturen en neemt de neerslag af. In de maanden februari en maart ligt de gemiddelde temperatuur rond de 30°C en in de maanden augustus en september ligt de temperatuur rond de 28°C. Er valt gemiddeld 5000 mm neerslag per jaar. Tijdens het regenseizoen, dat loopt van april tot en met oktober, valt ongeveer 25 mm neerslag per dag.

## Economie
Het land is rijk aan ijzererts, hardhout, diamant, goud en waterkracht. Akkerbouw neemt 1% van het oppervlak in beslag, permanente gewassen 3%, veeteelt 59%, bosbouw 18%, overigen 19% (1993 schatting).
In Sinoe County groeit het areaal van grote palmolieplantages, waar eens ongerept tropisch regenwoud was. Deze uitgestrekte plantages kenmerken zich door de rechtlijnigheid van de aaneengesloten terreinen met rijen palmbomen. De plaatselijke bevolking krijgt hulp van de organisatie "Sustainable Development Institute Liberia" (zie onderstaande link) om klachten met betrekking tot schending van hun rechten door palmoliebedrijven gedocumenteerd bij de regering in te dienen.
De hoofdstad Monrovia dijt in alle richtingen uit en heeft een grote haven. Liberia heeft de grootste koopvaardijvloot van de wereld. Het zijn bijna allemaal buitenlandse schepen, die in Monrovia geregistreerd zijn. Liberia staat namelijk in de scheepvaartwereld ook bekend als een flag of convenience. Dit wil zeggen dat vele buitenlandse vrachtschepen, waaronder olietankers, in Liberia worden geregistreerd om kosten te besparen en/of om de regelgeving in het eigen land te ontlopen.

## Publicaties
- Fred P. M. van der Kraaij: Liberia: van vrijheidsideaal naar verloren paradijs. Leiden, Afrika-Studiecentrum, 2013. ISBN 978-9054481300. Volledige tekst online

Algerije · Angola · Benin · Botswana · Burkina Faso · Burundi · Centraal-Afrikaanse Republiek · Comoren · Congo-Brazzaville · Congo-Kinshasa · Djibouti · Egypte · Equatoriaal-Guinea · Eritrea · Ethiopië · Gabon · Gambia · Ghana · Guinee · Guinee-Bissau · Ivoorkust · Kaapverdië · Kameroen · Kenia · Lesotho · Liberia · Libië · Madagaskar · Malawi · Mali · Marokko · Mauritanië · Mauritius · Mozambique · Namibië · Niger · Nigeria · Oeganda · Rwanda · Sao Tomé en Principe · Senegal · Seychellen · Sierra Leone · Soedan · Somalië · Swaziland · Tanzania · Togo · Tsjaad · Tunesië · Zambia · Zimbabwe · Zuid-Afrika · Zuid-Soedan